# دييغو موراليس
دييغو موراليس (بالإسبانية: Diego Morales)‏ (11 ديسمبر 1979 بتيخوانا في المكسيك - ) هو ملاكم مكسيكي، صنّف ضمن فئة وزن الذبابة الممتاز ‏ ووزن الخفيف ووزن البانتام السوبر ‏ ووزن الذبابة ووزن البانتام ‏.

## إحصائيات
خاض خلال مسيرته 39 نزالا، فاز في 37 ولم يتعادل وخسر في 2. فاز بالضربة القاضية في 27 نزالا.

## روابط خارجية
- دييغو موراليس على موقع بوكس ريك (الإنجليزية) (registration required)